# Vordingborg Seminarium
Vordingborg Seminarium (eller Vordingborg Statsseminarium) var et kombineret pædagog- og lærerseminarium på Sydsjælland.

## Historie
1882 Vordingborg Statsseminarium blev etableret som lærerseminarium.
Seminariet husede engang en lokalafdeling af DLH (Danmarks Lærerhøjskole) på adressen Kuskevej 1A, 4760 Vordingborg.
En omstrukturering førte til, at seminariet blev en del af CVU Syd (CVU = Center for Videregående Uddannelser).[kilde mangler]

### 2000-2010
Fra den 1. januar 2008 kom seminariet under University College Sjælland (UCSJ).
Siden 2010 har seminariet tilbudt både uddannelse til folkeskolelærer og uddannelse til pædagog.[kilde mangler]

### Siden 2017
Pr. 1. august 2017 har UCSJ igen skiftet navn og hedder: Professionshøjskolen Absalon.
Som en del af professionshøjskolen har Vordingborg Seminarium fået den synonyme betegnelse, Campus Vordingborg.

## Forstandere
Fra 1959 blev stillingsbetegnelsen rektor.
- 1882-1889 Holger Valdemar Mathiessen [8]
- 1889-1895 Niels Andreas Tørsleff
- 1895-1916 Anders Munk & Theodor Halse (fælles ledelse)[9]
- 1916-1936 Th. Halse (1862-1938)
- 1949-1970 Morten Bredsdorff (1901-1990)
- 1970-1993 Jens Erik Biering-Sørensen (1925-2013)
- 1993-2013 Gert Fosgerau (*1948)

## Nogle kendte seminarielærere
- 1897-1939 Jens Laursøn Emborg (1876-1957), sang- og musiklærer
- 1939-1957 Henry Holm (1909-2002), fra 1957 forstander for Hjørring Seminarium
- 1956-1986 Anfred Pedersen (1920-2004), biologilærer
- – Viggo Jacobi Zuschlag (1927-2017), biologilærer[10]
- – Kent Kaspersen, fysik/kemi-lærer

## Kendte lærere dimitteret fra seminariet
- 1898 Andreas Hanssen (1879-1940), rektor, dr.phil., skolekonsulent
- 1904 Aage Emborg (1883-1953), komponist og musiklærer
- – Ejnar Emborg (1888- ), komponist og musiklærer
- 1931 Aksel Sørensen (1910-1989), Ribe, sløjdmand
- 1953 Asger Baunsbak-Jensen (f. 1932), politiker, præst, forfatter
- 1973 Ellen Wulff (f. 1950), semitisk filolog og koranoversætter
- 1984 Ingrid Rasmussen (f. 1947), socialdemokratisk politiker, tidligere MF